# Шинкель (Шлезвіг-Гольштейн)
Шинкель (нім. Schinkel) — громада в Німеччині, розташована в землі Шлезвіг-Гольштейн. Входить до складу району Рендсбург-Екернферде. Складова частина об'єднання громад Денішер-Вольд.
Площа — 10,21 км2. Населення становить 998 ос. (станом на 31 грудня 2020).

## Галерея

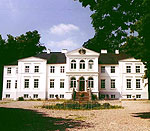